# Фельзит
Фельзит (англ. felsite; нім. Felsit m) —
- 1. Кисла вулканічна світла афанітова порода, яка складається з тонкозернистого аґреґату кварцу і польового шпату. Може бути присутня невелика кількість скла, іноді замість кварцу — кристобаліт і тридиміт. За хімічним складом Фельзит варіюють від дацитів (68 % SiO2 за мас.) до ріолітів (72-75 %). Густина 2,2-2,4. Температура плавлення 1470—1500°C. Фельзит — різновид ліпариту афірової структури.

- 2. Те ж саме, що й ортоклаз.

## Загальна характеристика
Назва Felsite — складається з польового шпату (англ. Feldspar) та кремнезему (англ. Siliciumdioxid).
Фельзит — це дуже дрібнозерниста вулканічна порода, яка може містити або не містити більших кристалів. Фельзит (Felsite) — польовий термін для світло-пофарбованої породи, який зазвичай вимагає петрографічного дослідження або хімічного аналізу для більш точного визначення. Колір, як правило, білий від світло-сірого або червоного до засмаги й може включати будь-який колір, за винятком темно-сірого, зеленого або чорного. Маса гірської породи складається з дрібнозернистої матриці з тканин, зокрема кварцового, натрієвого та калієвого польового шпату, і їх можна назвати кварцовим фельзитом або кварцовим порфіром, якщо є кварцові фенокристи. Ця порода, як правило, має екструзивне походження, утворюється шляхом ущільнення дрібного вулканічного попелу і може бути знайдена в поєднанні з обсидіаном і ріолітом. У деяких випадках він є досить дрібнозернистим для використання у виготовленні кам'яних інструментів.
Дендритні оксиди марганцю, такі як піролюзит та / або оксиди заліза, такі як лімоніт, можуть осаджуватися уздовж щілин гірських порід, надаючи деяким поверхням шматка гірських порід різноколірні або дендроїдні текстури з малюнком.

## Поширення
Промислові родовища фельзиту відомі у Вірменії й на Північному Кавказі, Німеччині, Угорщині, Закарпатті, Карнатака (Індія). На Полярному Уралі. Видобувається відкритим способом на Кавказі, у Закарпатті, в Угорщині, Індії (штат Карнатака) та ФРН.

## Застосування
У хімічній промисловості фельзит використовується в якості кислотоупорного матеріалу.
У будівельній промисловості тонкомолотий фельзит використовується як зміцнювальна добавка (до 20-30 % по масі) до цементу.
Фельзит використовується також як облицювальний камінь, проте його застосування в цій сфері обмежене труднощами механічної обробки. Так, наприклад, в Єревані вірменський фельзит використаний при оформленні ряду палаців.